# Gorzysław (województwo zachodniopomorskie)
Gorzysław – wieś sołecka w północno-zachodniej Polsce, położona w województwie zachodniopomorskim, w powiecie gryfickim, w gminie Trzebiatów. Nieopodal wsi znajduje się mieszalnia i kopalnia gazu.
Według danych z 28 lutego 2009 wieś miała 128 mieszkańców.
Przez wieś przebiega droga powiatowa nr 0123Z z Bieczyna do Nowielic, która łączy wieś z drogą wojewódzką nr 109. Do Gorzysławia prowadzi także droga powiatowa nr 0124Z z wsi Roby.
W latach 1946–1998 miejscowość administracyjnie należała do województwa szczecińskiego. W latach 1954–1971 wieś należała i była siedzibą władz gromady Gorzysław, po jej zniesieniu w gromadzie Trzebiatów. 
Gmina Trzebiatów utworzyła "Sołectwo Gorzysław", będące jej jednostką pomocniczą. Obejmuje ono jedynie wieś Gorzysław, której mieszkańcy wybierają sołtysa i 5-osobową radę sołecką.
| Zakres wieku mężczyzn | Mężczyźni | Kobiety | Zakres wieku kobiet |
| --------------------- | --------- | ------- | ------------------- |
| 0–19                  | 17        | 20      | 0–19                |
| 20–60                 | 36        | 37      | 20–65               |
| powyżej 60            | 5         | 13      | powyżej 65          |
| Razem (Σ)             | 58        | 70      | (Σ) Razem           |